# Martí Rosselló i Lloveras
Martí Rosselló i Lloveras (Premià de Mar, 21 de desembre de 1953 - Premià de Mar, 31 de gener de 2010) fou un escriptor, bibliotecari i dinamitzador cultural català.
Va viure tota la vida a Premià de Mar, on treballava com a bibliotecari. Era també col·laborador del diari El Punt i de Ràdio Premià. La nova biblioteca municipal de la localitat porta el seu nom. Anna K., el seu llibre de més èxit, va ser traduït al francès.

## Obra

### Poesia
- Filmonogràfic (1980), Oikos-Tau, ISBN 84-281-0482-4
- Figures amb nom (1995), L'Aixernador, ISBN 84-88568-27-4
- L'amable abisme del record (1999)
- Inventari parcial d'excuses per viure (2001), Quaderns Crema, ISBN 84-7727-338-3

### Narrativa
- Anna K. (2000), Quaderns Crema, ISBN 84-7727-289-1
- Parelles de tres (2003), Quaderns Crema, ISBN 84-7727-395-2